# Kūlī Moḩammad Ḩoseyn
Kūlī Moḩammad Ḩoseyn (persiska: Kal Moḩammad Ḩoseyn, کولی محمّد حسین) är en ort i Iran.   Den ligger i provinsen Khuzestan, i den centrala delen av landet, 500 km söder om huvudstaden Teheran. Kūlī Moḩammad Ḩoseyn ligger 199 meter över havet och antalet invånare är 109.
Terrängen runt Kūlī Moḩammad Ḩoseyn är platt söderut, men norrut är den kuperad. Runt Kūlī Moḩammad Ḩoseyn är det ganska tätbefolkat, med 58 invånare per kvadratkilometer. Närmaste större samhälle är Rāmhormoz, 5,1 km väster om Kūlī Moḩammad Ḩoseyn. Omgivningarna runt Kūlī Moḩammad Ḩoseyn är i huvudsak ett öppet busklandskap.